# Straußenlacke
Die Straußenlacke, auf historischen Karten noch Straußen-Lache, ist ein natürliches Stillgewässer in der oberbayerischen Gemeinde Obersöchering, wie ihr westlicher Nachbar, die Lache, ohne nennenswerte Zu- oder Abflüsse.
Die Lacke gehört zum FFH-Gebiet Moor- und Drumlinlandschaft zwischen Hohenkasten und Antdorf.